# Halaganahalli, Gauribidanur
Halaganahalli là một làng thuộc tehsil Gauribidanur, huyện Kolar, bang Karnataka, Ấn Độ.